# L'aiuola/Canto e vivo
L'aiuola/Canto e vivo è un singolo di Fiorella Mannoia del maggio 1985. Venne pubblicato dalla Ariston Records (Catalogo: AR 00964 - Matrici: AR 00964-1N/AR 00964-2N); il disco è stato prodotto e arrangiato da Mario Lavezzi.

## Tracce
Lato A
1. L'aiuola – 3:17 (Mario Lavezzi e Mogol; edizioni musicali ABR, Equipe, Avventura)

Lato B
1. Canto e vivo – 4:13 (Oscar Avogadro, Piero Fabrizi; edizioni musicali Equipe)

Durata totale: 7 min : 30 s

## Classifiche
| Paese  | Posizione raggiunta |
| ------ | ------------------- |
| Italia | 17                  |